# Zoran Klemenčič
Zoran Klemenčič (Ljubljana, 28 april 1976) is een Sloveens voormalig wielrenner.

## Carrière
Klemenčič werd in 1998 Europees kampioen op de weg bij de beloften in het Zweedse Uppsala. De Sloveen kon het daarop meteen beginnen bij Vini Caldirola, maar kwam daar niet tot grootste prestaties. 
Ook in de rest van zijn carrière, waarin hij niet alleen voor Vini Caldirola, maar ook voor Tacconi Sport en Tenax reed, zou hij geen grootse dingen meer laten zien. Wel won hij in 2001 nog een etappe in de Driedaagse van De Panne en reed hij tijdens zijn 3 deelnames - in 2001, 2002 en 2004 - enkele ereplaatsen bijeen in de Ronde van Italië. Ook werd hij in 2002 5e op het WK op de weg in Zolder.
In 2006 reed hij voor Adria Mobil, in 2007 vond hij geen nieuw team meer.

## Belangrijkste overwinningen
1998
- Europees kampioen op de weg, Beloften

2001
- 3e etappe deel A Driedaagse van De Panne

## Resultaten in voornaamste wedstrijden
| Jaar | Ronde van Italië | Ronde van Frankrijk | Ronde van Spanje |
| ---- | ---------------- | ------------------- | ---------------- |
| 2000 |                  | opgave              |                  |
| 2001 | opgave           |                     |                  |
| 2002 | opgave           |                     | opgave           |
| 2004 | opgave           |                     |                  |

| Jaar | Milaan-San Remo | Ronde van Vlaanderen |  | WK op de weg |
| ---- | --------------- | -------------------- |  | ------------ |
| 2000 |                 | 98e                  |  |              |
| 2001 | 156e            |                      |  |              |
| 2002 |                 |                      |  | 5e           |
| 2004 |                 |                      |  |              |